# Cristiano da Matta
Cristiano Monteiro da Matta (Belo Horizonte, 1973. szeptember 19. –) brazil autóversenyző, az Indy Lights-sorozat 1998-as, valamint a CART-széria 2002-es bajnoka, 2003-ban és 2004-ben a Toyota Formula–1-es versenyzője.
Apja, Toninho da Matta szintén sikeres autóversenyző volt, tizennégy alkalommal nyerte meg a brazil túraautó-bajnokságot.

## Pályafutása

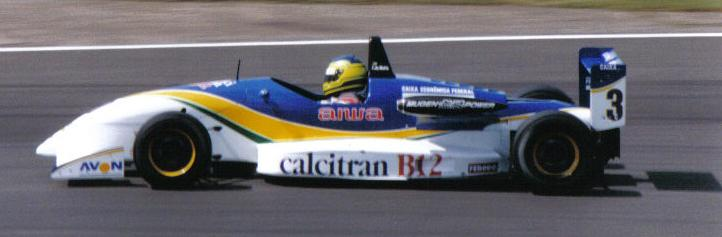
Az 1995-ös brit Formula–3-as bajnokság egy futamán

Tizenhat évesen kezdett gokart-versenyeken indulni. Több különböző sorozatot nyert, mielőtt 1993-ban átváltott a brazil Formula–Ford-bajnokságra. A következő évben Helio Castronevesszel volt harcban a brazil Formula–3-as bajnokság megnyeréséért. Végül, mindössze két pontos előnnyel szerezte meg az első helyet.
1995-ben a brit Formula–3-as sorozatban, 1996-ban pedig a nemzetközi Formula–3000-es szériában versenyzett.

### Észak-amerikai sorozatokban
1997-ben debütált a Indy Lights-sorozatban. Két honfitársával, Castronevesszel és Tony Kanaannal küzdött az összetett elsőségért. Végül mindkét versenyzővel szemben alulmaradt és harmadik lett. Az év újonca címet így is elnyerte. Az 1998-as szezonban nagy előnnyel nyerte meg a bajnokságot.
A következő négy évet a CART-szériában versenyezte végig. 1999-ben, az Arciero-Wells Racing pilótájaként debütált. Ebben az évben mindössze három futamon volt pontszerző. A 2000-es szezonra a PPI Motorsports-hoz szerződött. A cleveandi viadalon harmadik lett, a chicagói 300 mérföldes versenyen pedig megszerezte első győzelmét a sorozatban. A pontversenyt tizedikként zárta.
2001-re a Newman/Haas Racing versenyzője lett. A szezonnyitón győzelemmel kezdett, majd a második futamon második lett. Ezután még csak dobogóra sem állt a bajnokság tizenhetedik versenyéig, és nagyrészt csak a középmezőnyben szerepelt. Az utolsó két futamon győzni tudott, és ezzel felért az összetett ötödik helyére. A 2002-es szezonban hét futamgyőzelmet szerzett, és további négy alkalommal állt dobogón. Végül magas előnnyel szerezte meg a bajnoki címet.

### Formula–1

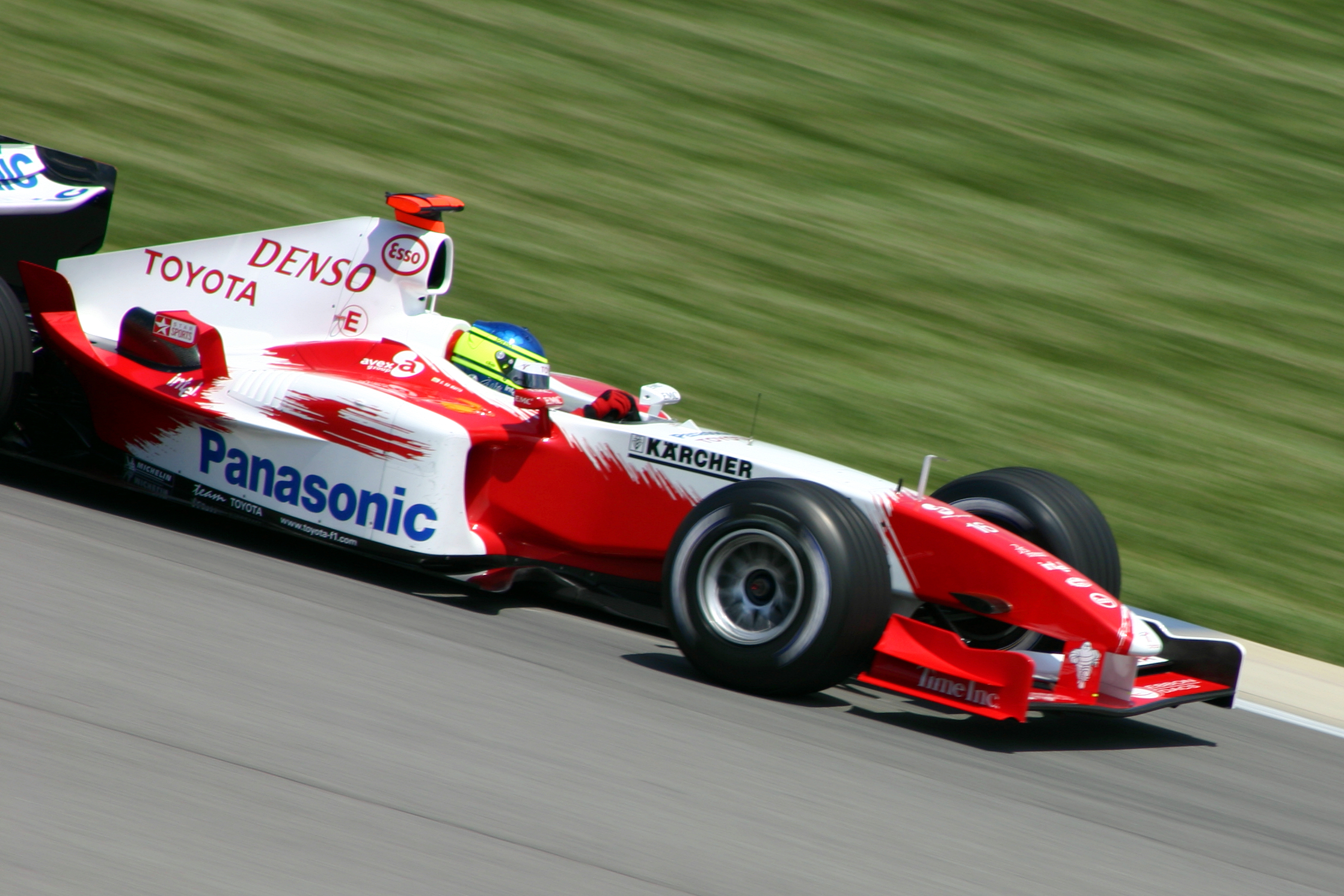
A 2004-es amerikai nagydíjon

Még 2002 novemberében aláírt a Formula–1-es világbajnokságon szereplő Toyotához. A 2003-as szezonra Olivier Panis csapattársa lett a csapatnál. Az idény ötödik versenyén, a spanyol nagydíjon hatodikként ért célba, mellyel megszerezte első pontjait a sorozatban. A brit, a német, valamint a japán futamon is pontszerzőként végzett. A bajnoki tabellát tizenharmadikként zárta és a következő évre is maradt a japán csapatnál.
A 2004-es szezon hatodik versenyén, Monte Carloban szerezte meg első pontjait. Ezentúl csak Kanadában végzett pontot érő helyen. A futamon nyolcadik lett, azonban ettől később megfosztották, mivel a Toyota két versenyautójának egyes alkatrészei nem feleltek meg a szabályoknak. A következő versenyeken sem ért el kimagasló eredményeket, és a csapat úgy döntött, Ricardo Zontát indítja a magyar nagydíjtól helyette.

### Champ Car
2005-ben visszatért Amerikába, és a Champ Carban szereplő PKV Racing pilótája lett. Portlandben győzni tudott, ezt leszámítva viszont csak három alkalommal volt pontszerző; a bajnokságot tizenegyedikként zárta.
A 2006-os szezont a Dale Coyne Racinggel kezdte, itt azonban csak négy futamot töltött, majd áttért a RuSport alakulatához. Az idény tizedik versenye előtt súlyos balesetet szenvedett a Road America-versenypályán, és a bajnokság hátralevő futamain már nem indulhatott.

### Tesztbaleset
2006. augusztus 3-án, a Champ Car-széria kereteiben, egy tesztprogramon vett részt a Road America-versenypályán. A teszt során nagy sebességgel összeütközött egy pályára tévedt szarvassal. Cristiano frontálisan találta el az állatot. Kórházba szállították, ahol azonnal megműtötték, koponyájából egy vérömlenyt távolítottak el. Egy hétig mesterséges kómában tartották, augusztus 20-án viszont elhagyhatta az intenzív osztályt. Szeptember 21-én elhagyta a kórházat, és megkezdte rehabilitációs programját.

### Visszatérése
Orvosai 2008-at jelölték ki legközelebbi határnak arra, hogy újra versenyezhessen. Az orvosok tanácsát megfogadva olyan bajnokságot választott, melyben zárt pilótafülkés autókkal versenyeznek, kisebb esélyt adva így egy újabb fejsérülésnek. 2008-ban a Rolex Sports Car Series-ben tért vissza az autóversenyzésbe, ahol mindössze két futamon állt rajthoz.
2010-ben a Fórmula Truck-sorozat összes futamán részt vett. Nem ért el nagyobb sikereket, mindössze tizenhárom pontot szerzett, mellyel huszonharmadikként zárta a pontversenyt.

## Sikerei
- CART-széria:
  - Bajnok: 2002
- Indy Lights
  - Bajnok: 1998
- Brazil Formula–3-as bajnokság:
  - Bajnok: 1994

## Eredményei
Teljes eredménylistája a nemzetközi Formula–3000-es sorozaton
(Táblázat értelmezése)

(Félkövér: pole-pozícióból indult; dőlt: leggyorsabb kört futott) 

| Év   | Csapat         | 1     | 2     | 3     | 4      | 5      | 6      | 7     | 8     | 9      | 10     | Helyezés | Pont |
| ---- | -------------- | ----- | ----- | ----- | ------ | ------ | ------ | ----- | ----- | ------ | ------ | -------- | ---- |
| 1996 | Pacific Racing | NÜR 9 | PAU 4 | PER 5 | HOC Ki | SIL Ki | SPA 10 | MAG 5 | EST 7 | MUG Ki | HOC Ki | 9.       | 7    |

Teljes CART/Champ Car eredménysorozata
| Év   | Csapat            | 1      | 2      | 3      | 4      | 5      | 6      | 7      | 8      | 9      | 10     | 11     | 12     | 13     | 14     | 15     | 16     | 17     | 18     | 19     | 20     | 21    | Helyezés | Pont |
| ---- | ----------------- | ------ | ------ | ------ | ------ | ------ | ------ | ------ | ------ | ------ | ------ | ------ | ------ | ------ | ------ | ------ | ------ | ------ | ------ | ------ | ------ | ----- | -------- | ---- |
| 1999 | Arciero-Wells     | MIA 14 | MOT Ki | LBH Ki | NAZ 4  | RIO Ki | GAT Ki | MIL 11 | POR 11 | CLE Ki | ROA Ki | TOR Ki | MIC Ki | DET Ki | MDO 9  | CHI 14 | VAN 5  | LS Ki  | HOU 11 | SRF Ki | FON Ki |       | 18.      | 32   |
| 2000 | PPI Motorsports   | MIA 12 | LBH Ki | RIO 4  | MOT 4  | NAZ 13 | MIL 14 | DET Ki | POR 5  | CLE 3  | TOR 4  | MIC Ki | CHI 1  | MDO Ki | ROA Ki | VAN 7  | LS 15  | GAT 4  | HOU 14 | SRF 4  | FON Ki |       | 10.      | 112  |
| 2001 | Newman/Haas       | MTY 1  | LBH 2  | FTW T  | NAZ 10 | MOT Ki | MIL Ki | DET 7  | POR 10 | CLE 7  | TOR Ki | MIC 4  | CHI 19 | MDO 10 | ROA 6  | VAN Ki | LAU Ki | ROC 3  | HOU 6  | LS Ki  | SRF 1  | FON 1 | 5.       | 140  |
| 2002 | Newman/Haas       | MTY 1* | LBH 8  | MOT Ki | MIL 11 | LS 1*  | POR 1* | CHI 1* | TOR 1* | CLE Ki | VAN Ki | MDO 13 | ROA 1  | MTL 2  | DEN 3  | ROC 2  | MIA 1* | SRF 8* | FON Ki | MXC 2  |        |       | 1.       | 237  |
| 2005 | PKV               | LBH 10 | MTY 6  | MIL 11 | POR 1  | CLE Ki | TOR Ki | EDM Ki | SAN Ki | DEN Ki | MTL 6  | LAS 12 | SRF Ki | MXC 14 |        |        |        |        |        |        |        |       | 11.      | 139  |
| 2006 | Dale Coyne Racing | LBH 5  | HOU 9  | MTY 9  | MIL Ki |        |        |        |        |        |        |        |        |        |        |        |        |        |        |        |        |       | 13.      | 134  |
| 2006 | RuSport           |        |        |        |        | POR 5  | CLE 14 | TOR 5  | EDM Ki | SAN 2  | DEN    | MTL    | ROA    | SRF    | MXC    |        |        |        |        |        |        |       | 13.      | 134  |

Teljes Formula–1-es eredménysorozata
(Táblázat értelmezése)

(Félkövér: pole-pozícióból indult; dőlt: leggyorsabb kört futott) 

| Év   | Csapat | 1      | 2      | 3      | 4      | 5      | 6      | 7      | 8       | 9      | 10     | 11     | 12     | 13     | 14     | 15    | 16    | 17  | 18  | Helyezés | Pont |
| ---- | ------ | ------ | ------ | ------ | ------ | ------ | ------ | ------ | ------- | ------ | ------ | ------ | ------ | ------ | ------ | ----- | ----- | --- | --- | -------- | ---- |
| 2003 | Toyota | AUS Ki | MAL 11 | BRA 10 | SMR 12 | ESP 6  | AUT 10 | MON 9  | CAN 11  | EUR Ki | FRA 11 | GBR 7  | GER 6  | HUN 11 | ITA Ki | USA 9 | JPN 7 |     |     | 13.      | 10   |
| 2004 | Toyota | AUS 12 | MAL 9  | BHR 10 | SMR Ki | ESP 13 | MON 6  | EUR Ki | CAN Kiz | USA Ki | FRA 14 | GBR 13 | GER Ki | HUN    | BEL    | ITA   | CHN   | JPN | BRA | 17.      | 3    |

## Fordítás
- Ez a szócikk részben vagy egészben  a   Cristiano da Matta című angol Wikipédia-szócikk fordításán alapul.  Az eredeti cikk szerkesztőit annak laptörténete sorolja fel. Ez a jelzés csupán a megfogalmazás eredetét és a szerzői jogokat jelzi, nem szolgál a cikkben szereplő információk forrásmegjelöléseként.